# Packet Radio
Packet radio (ang.) – rodzaj cyfrowej transmisji danych używany w krótkofalarstwie  do konstruowania bezprzewodowych sieci komputerowych.
Sieci Packet Radio używają protokołu AX.25 przeznaczonym dla radioamatorów, wywodzącym się z protokołu X.25. Pozwalają na komunikowanie się w sposób bezpośredni metodą „komputer-komputer” lub pośredni, wykorzystując do tego węzły lub BBS-y, w których można pozostawić na przykład list.
Transmisja danych polega na ciągłej kontroli odbieranych pakietów, a w przypadku stwierdzenia błędów na wielokrotnym powtarzaniu przekazu, aż do uzyskania oczekiwanego efektu oraz pełnej zgodności. W efekcie transmisja jest całkowicie pozbawiona błędów, a odebrany tekst jest wiernie odzwierciedlony na maszynie odbiorcy. Wszelkie informacje, które mają zostać wysłane gromadzone są w kontrolerze (sprzętowym bądź programowym) punktu węzłowego (ang. Terminal Node Controller lub TNC) po czym wysyłane w postaci pogrupowanej (w pakietach). Pakiety posiadają znak adresata dla którego jest przeznaczony, znak stacji nadającej oraz, jeśli zachodzi taka potrzeba, oznaczoną trasę do adresata oraz sumę kontrolną. Istnieją także ramki nieadresowane. Pakiet może mieścić do 255 znaków i przesyłany jest z prędkościami 1200, 2400, 9600, 19200 bps lub większą. Pakiety wysyłane są w niewielkich odstępach czasowych w celu uniknięcia kolizji z pakietami innych maszyn pracujących na tej samej częstotliwości.
Sieć zbudowana jest w oparciu o węzły połączone linkami. Na węzłach instalowane są porty użytkownika, skrzynki pocztowe BBS, programy do konferencji "convers" – przypominający czat, DX-clustry służące do wymiany informacji DX-owych, przemienniki APRS przekazujące położenie stacji ruchomych, stacje pogodowe itp.
Sieć pakietowa ulega stopniowej redukcji, w chwili obecnej działa głównie w okręgach SP6 (m.in. Wałbrzych, Jelenia Góra), SP9 (m.in. Kraków, Katowice i Tarnów) i SP7 (m.in. Kielce, Starachowice, Radom).
Znaki stacji automatycznych Packet Radio w Polsce zaczynają się od prefiksu SR.
Sufiks często oznacza rodzaj stacji, np.:
- SR6DWC, SR7DST – węzeł (digipeater)
- SR7BBS, SR9BKR – BBS
- SR7DXC, SR4DXC – Dx-Cluster
- SR7WXP – stacja pogodowa
- SR9NRK – przemiennik APRS typu relay.

Często też dla stacji o wielu usługach, rodzaj usługi rozróżnia się za pomocą tzw. SSID,  np.:
- SR9ZAA – węzeł
  - SR9ZAA–8 – BBS
  - SR9ZAA–10 – bramka (AMPRNet Gateway)
  - SR9ZAA–12 – DX-Cluster
  - SR9ZAA–14 – convers itp.